# Aaron Manu
Aaron Frimpong Manu (* 2. Dezember 1999 in Saarbrücken) ist ein deutsch-ghanaischer Fußballspieler.

## Karriere
Nach seinen Anfängen in der Jugendabteilung des TB St. Johann Saarbrücken, des DJK Rastpfuhl und des 1. FC Saarbrücken wechselte er im Sommer 2017 in die Jugendabteilung des 1. FC Nürnberg. Für seinen Verein bestritt er 19 Spiele in der A-Junioren-Bundesliga, bei denen ihm zwei Tore gelangen. Im Sommer 2018 wurde er in den Kader der zweiten Mannschaft in der Regionalliga Bayern aufgenommen. Nach einer Saison und zehn Ligaspielen wechselte er im Sommer 2019 ligaintern zum 1. FC Schweinfurt 05. In der Saison 2020/21 wurde er mit seinem Verein Meister, scheiterte aber in den Aufstiegsspielen zur 3. Liga am TSV Havelse. Danach verließ er den Verein und wechselte in die Oberliga Nordost zum FC Rot-Weiß Erfurt. Am Ende der Saison 2021/22 stieg er mit seiner Mannschaft in die Regionalliga Nordost auf. Auch dort war er weiterhin Stammspieler und kam in zwei Spielzeiten auf insgesamt 45 Ligaspiele, bei denen ihm zwei Tore gelangen.
Im Sommer 2023 wechselte er zum Drittligisten Rot-Weiss Essen. Seinen ersten Profieinsatz hatte er am 7. Oktober 2023, dem 10. Spieltag, als er bei der 0:5-Heimniederlage gegen den SC Verl in der 46. Spielminute für Felix Bastians eingewechselt wurde.
Im September 2024 wechselte er zur TSV Steinbach Haiger.

## Erfolge
1. FC Schweinfurt 05
- Meister der Regionalliga Bayern: 2020/21

FC Rot-Weiß Erfurt
- Meister der Oberliga Nordost und Aufstieg in die Regionalliga Nordost: 2021/22